# Europe Aero Service
EAS Europe Aero Service était une compagnie aérienne française en opération de 1965 à 1995 dans les activités d'avions-taxis, transporteur de fret, atelier de maintenance, compagnie régionale, compagnie charter, surveillance aérienne (saison feu), parachutage, société sous-traitante d'Air France et d'Air Inter et depuis 1995, une entreprise spécialisée dans la maintenance lourde d'aéronefs à Perpignan.

## Histoire
En juillet 1965, Europe Aéro Service fut créée comme filiale d'Aéro-Sahara. La marque « Aéro-Sahara » subsista jusqu'en 1967 avant d'être complètement éclipsée par E.A.S. Aéro-Sahara obtenait après avis du Conseil supérieur de l'aviation marchande du 20 avril 1963, l'autorisation d'effectuer du transport de fret et de six passagers par voyage sur l'ensemble du territoire métropolitain (France).
Elle a été créée par Georges Masurel à son retour en France après avoir dirigé en tant que chef pilote et directeur Général, la compagnie Aéro-sahara en Algérie qui était la branche transport aérien de la S.T.R.A.C. (Société Tunisienne de Réparation Aéronautique et de Construction) en 1956. Cette division métropolitaine d'Aéro-Sahara fut installée quelque temps à Cannes-la-Bocca puis brièvement à Nice et enfin à Perpignan le 21 décembre 1964. Une extension de l'autorisation de transport pour effectuer des opérations de 3e niveau est accordée en décembre 1965.
La ligne Perpignan - Palma de Majorque est ouverte à l'été 1966 au moyen de Vickers « Viking ».
Elle assurait également les lignes Valence-Paris en 1969 (Le Bourget jusqu'au 15 septembre 1971 puis Orly-Ouest ensuite), Nîmes - Palma de Majorque, Nîmes - Ibiza, Perpignan - Lyon, Paris (Le Bourget) - Calvi (en 1975).
Malgré les freins de la CSAM (Conseil supérieur de l'aviation marchande) à la fin des années 70, E.A.S développe opiniâtrement son activité « transport à la demande » et « charter ».
Elle rachète les actifs de la compagnie Trans-Union en 1971.
En 1978, aidée par la disparition de la compagnie Catair, E.A.S peut enfin mettre en ligne l'avion Caravelle sur son programme d'été.
Au début des années 80, Air Inter confiait à EAS plusieurs lignes radiales à faible trafic au départ de Paris-Orly vers Rennes, Saint-Etienne ou Lorient, exploitées en « Herald » sous numéro de vol IT (Air Inter).
Le centre d'entretien de Perpignan (EAS Industries) ainsi que celui de la filiale SEDEMA d'Orly furent en mesure d'assurer des visites sur des aéronefs externes à la flotte de la compagnie notamment ceux des gouvernements africains.
La société Europe Aero Service GB Limited (le siège social était au 22 high street - Caterham Surrey) est constituée pour l'achat de deux Boeing 707 (immatriculés G-ARRA et G-ARRC) en Grande Bretagne au début de l'année 1981. 

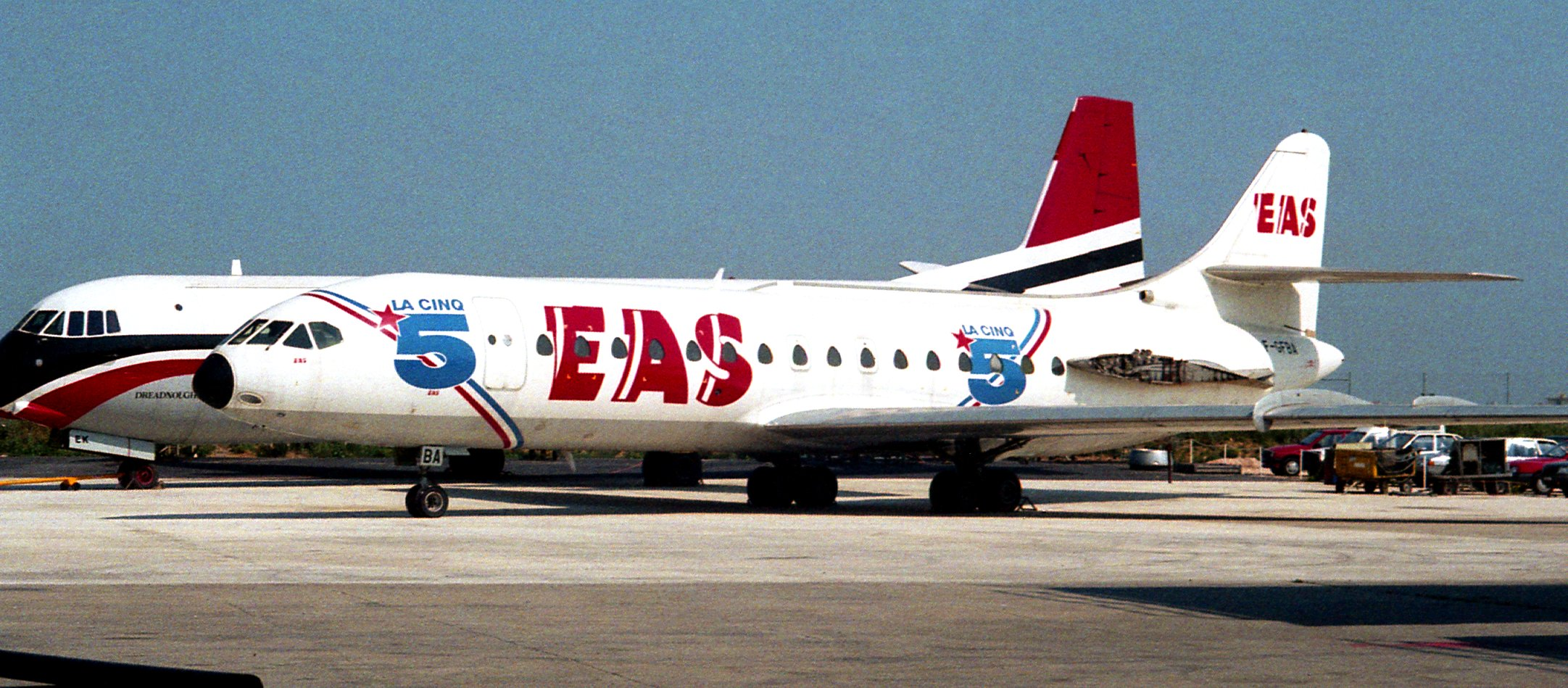
Caravelle Super 10 F-GFBA utilisée pour le 11ème Rallye Paris-Dakar.

Le 25 décembre 1988, la Caravelle Super 10 F-GFBA est repeinte aux couleurs d'EAS  et de la chaine française LA CINQ  pour le 11ème Rallye du PARIS-DAKAR. La Caravelle servira de studio de production pour transmettre ensuite les images vers l'Europe, le Japon et les Etats d'Unis. Elle rejoindra pour son dernier vol Perpignan le 20 mars 1989. 
EAS et Air Inter créaient la filiale cargo, Intercargo Service (ICS) qui démarrait son activité cargo en mars 87 jusqu'au années 1990.

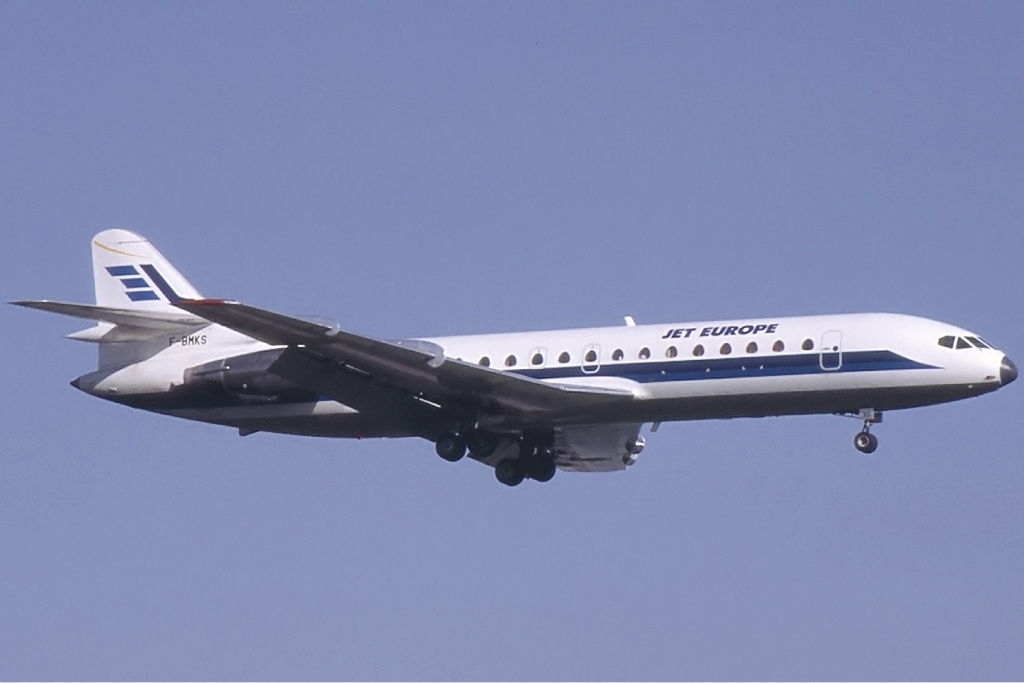
Caravelle F-BMKS d'E.A.S. aux couleurs de la société soeur Jet Europe en 1990, exploitée sur la ligne entre Paris et Valence-Chabeuil.

En 1990, E.A.S cesse la ligne régulière Paris - Valence mais décide de la relancer. Le Groupe Masurel qui avait créé Europe Air, s'associe avec la compagnie de taxis aériens La Rhonavia basée à Valence et créée à 50/50 la compagnie Jet Europe. Elle utilise depuis le 9 février 1990 une caravelle SE210 (F-BMKS) d'E.A.S. repeinte aux couleurs de Jet Europe. Cette nouvelle compagnie assurait exclusivement des vols réguliers entre Paris et Valence-Chabeuil et des vols charters. Cette compagnie est dissoute en 1991.
Conformément à la décision du Tribunal de Commerce de Perpignan du 27 décembre 1991, la Société Nouvelle Europe Aero Service (SNEAS) devient locataire-gérante pour une période de 13 mois, de la compagnie aérienne Europe Aero Service détenue par le financier Francis Lagarde à 60% (par sa société Financière Saint Fiacre qui détient les compagnies Trans European Airways - France, Stellair, Jet Fret et la petite compagnie de taxi aérien Air Toulouse) et à 30% par la SASMAT, la holding du groupe TAT (L'Aérospostale, TAT - Transport Aérien Transrégional, Chronopost).
EAS devient en 1993 sous l'impulsion de nouveaux actionnaires que son Francis Lagarde via Financière Saint Fiacre, EAS Europe Airlines.
Il crée également EAS Cargo avec un C-130 Hercules immatriculé F-GIMV (mars 1993 - août 1994).
Francis LAGARDE tente de relancer Air Toulouse en déshabillant EAS Europe Airlines.
Elle cessait ses opérations de compagnie aérienne le 6 mars 1995 pour se concentrer qu'à la maintenance lourde des aéronefs (EAS Services).

## Flotte
EAS a eu en flotte des:
- Douglas DC-6,
- Nord-Aviation N262 comme le F-BOFQ[15],
- Vickers Vanguard[16],
- Boeing 707, Boeing 727 et Boeing 737,
- Handley-Page Herald,
- Lockheed C-130 Hercules,
- Sud Aviation SE 2010 Caravelle[17],
- Airbus A310,
- Dornier Do 28A[18] comme le F-OBZZ[19] ou F-BIHC[19].
- De Havilland DH 114 HERON immatriculé F-OANR[20] (1965-1966).
- Piper PA-42-720 Cheyenne III immatriculé F-GGTV[21].
- Cessna 180A "Skywagon" immatriculé F-BNPD[22]
- Beechcraft 58 Baron immatriculé F-GEPO[22].

## Accident
- Le 22 octobre 1971, un Douglas DC-6B d'EAS s'abimait à l'atterrissage sur l'aéroport de Nice sans faire de blessé[23].
- Le 10 avril 1989, un Fairchild FH-227 appartenant à Uni-Air International, mais affrété par EAS (vol  EAS n° EY 602 GA) s'écrase lors de son approche de Valence, tuant ses 22 occupants. L'appareil assurait le vol régulier Paris - Valence[24].

## Galerie photographique

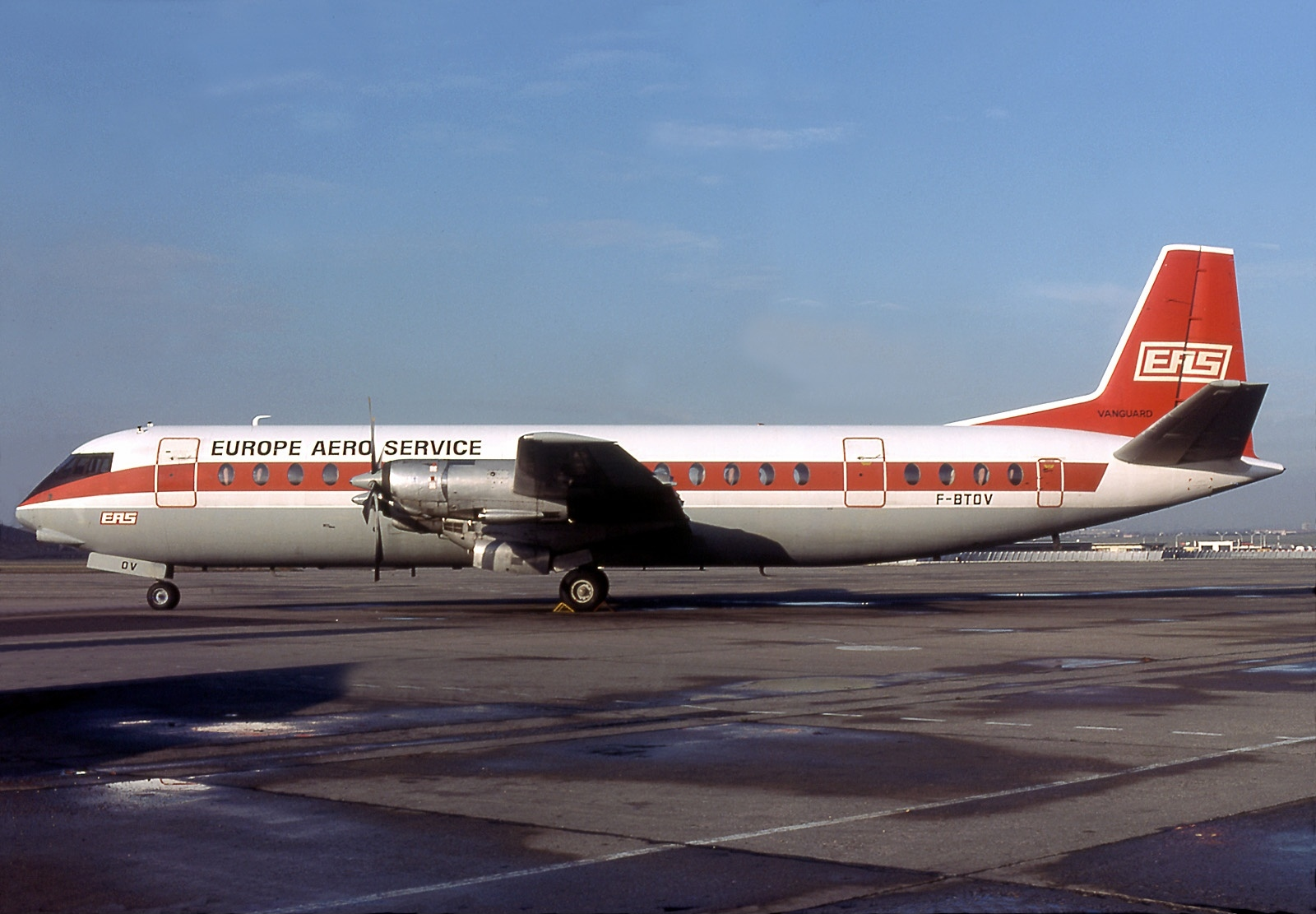
Vickers 952 Vanguard F-BTOV d'EAS en 1972
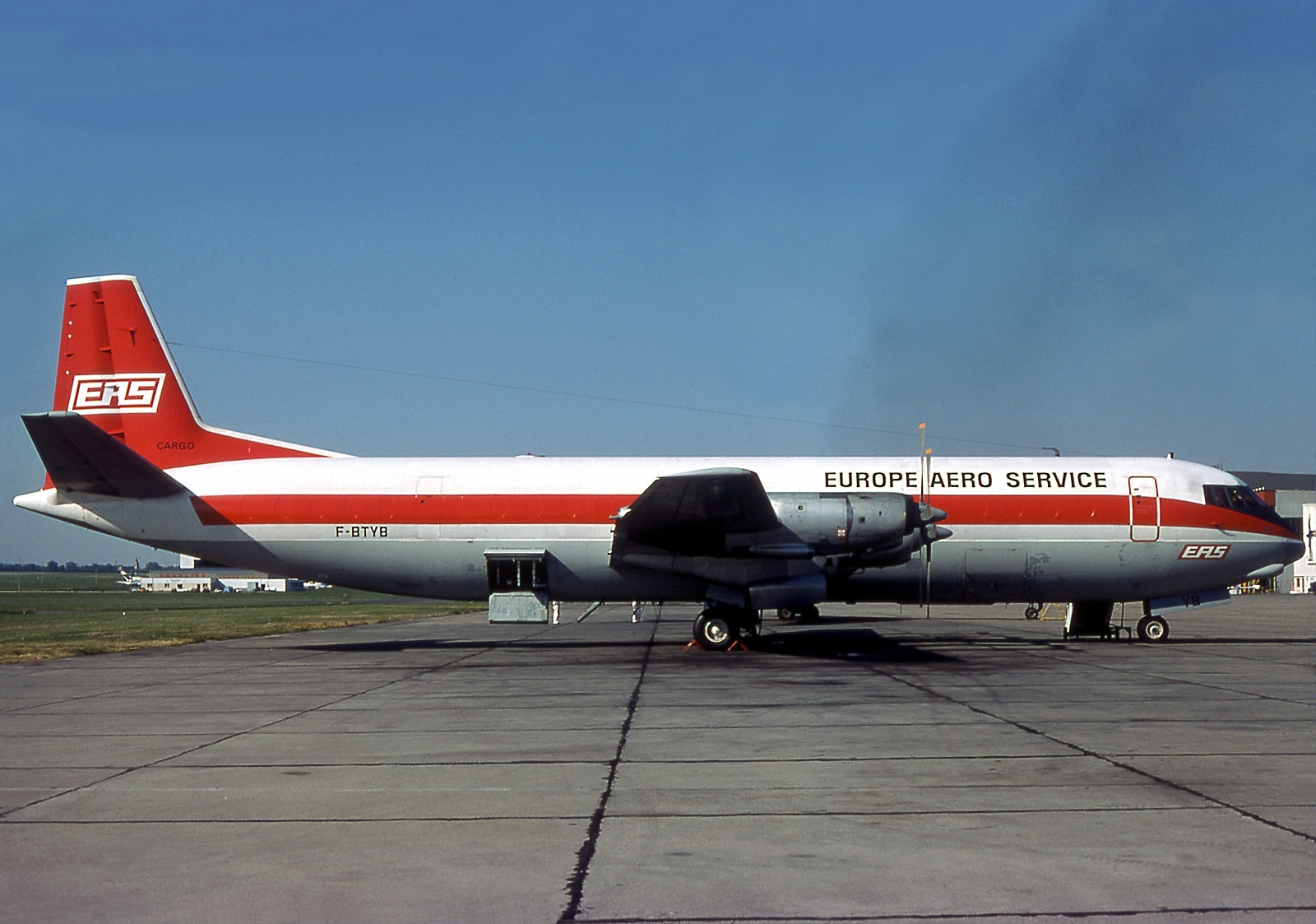
Vickers 952 Vanguard Cargoliner F-BTYB d'EAS en 1975
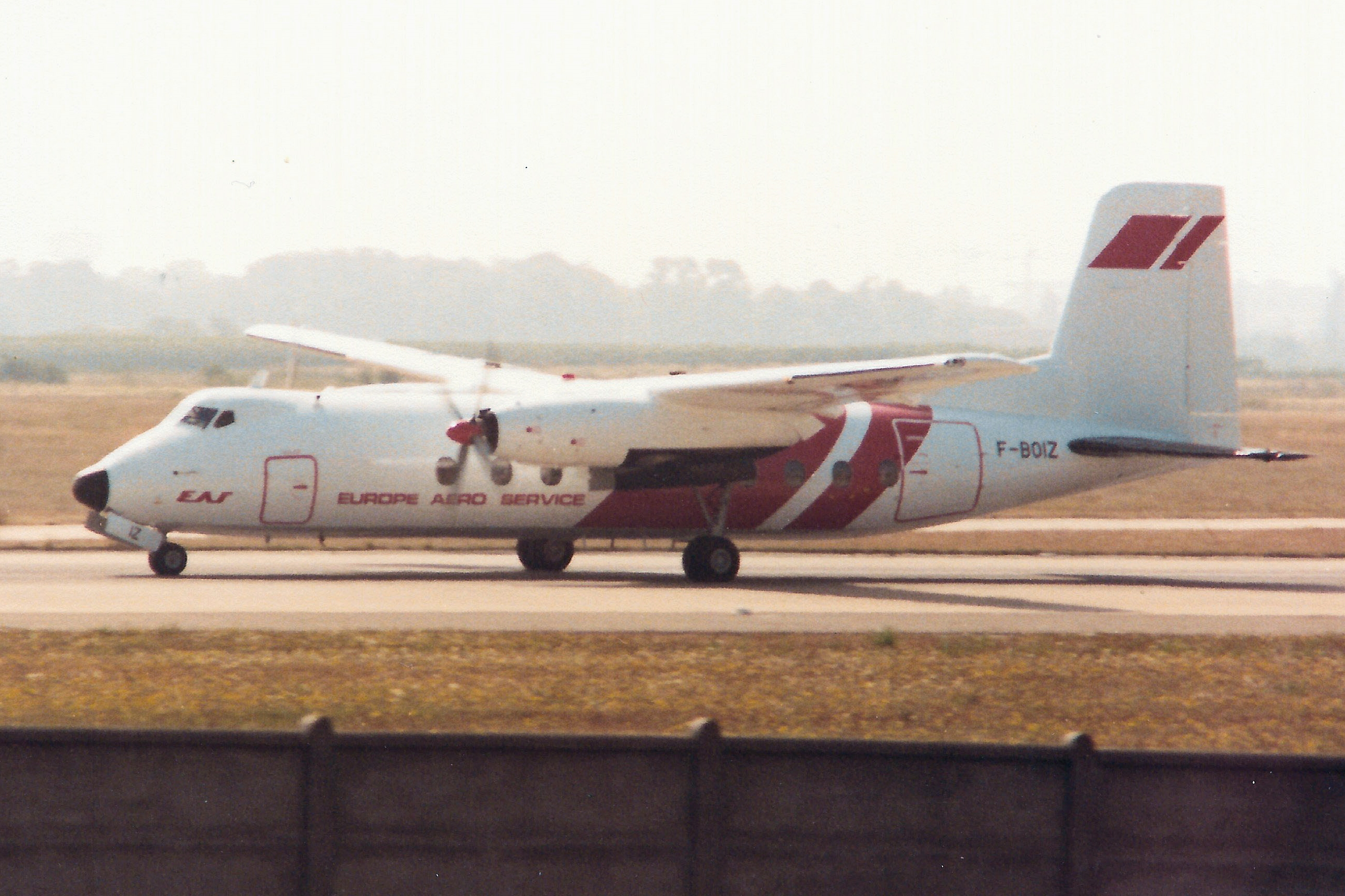
Handley Page HPR-7-210 Herald d'EAS F-BOIZ
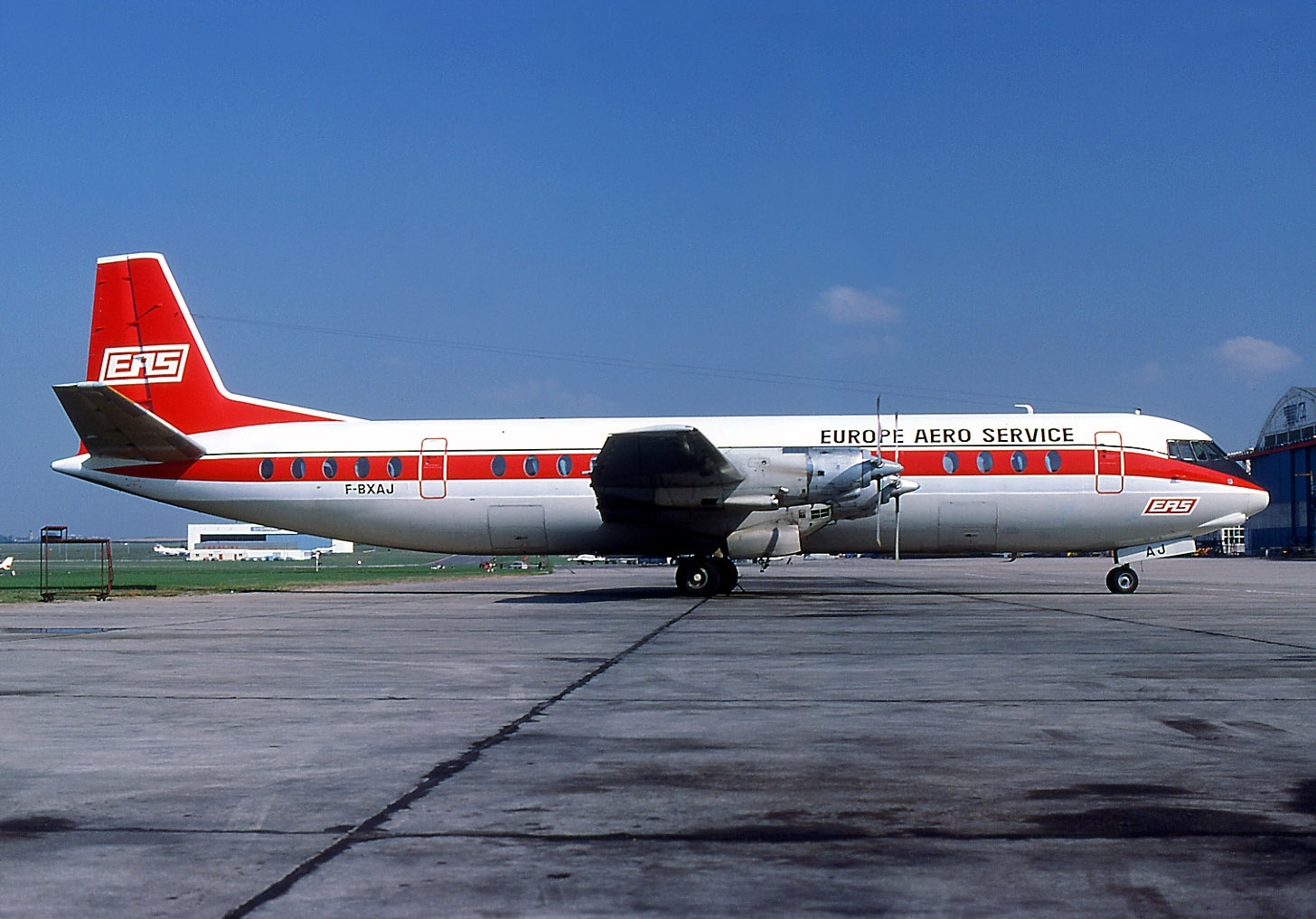
Vickers 952 Vanguard F-BXAJ d'EAS en 1978
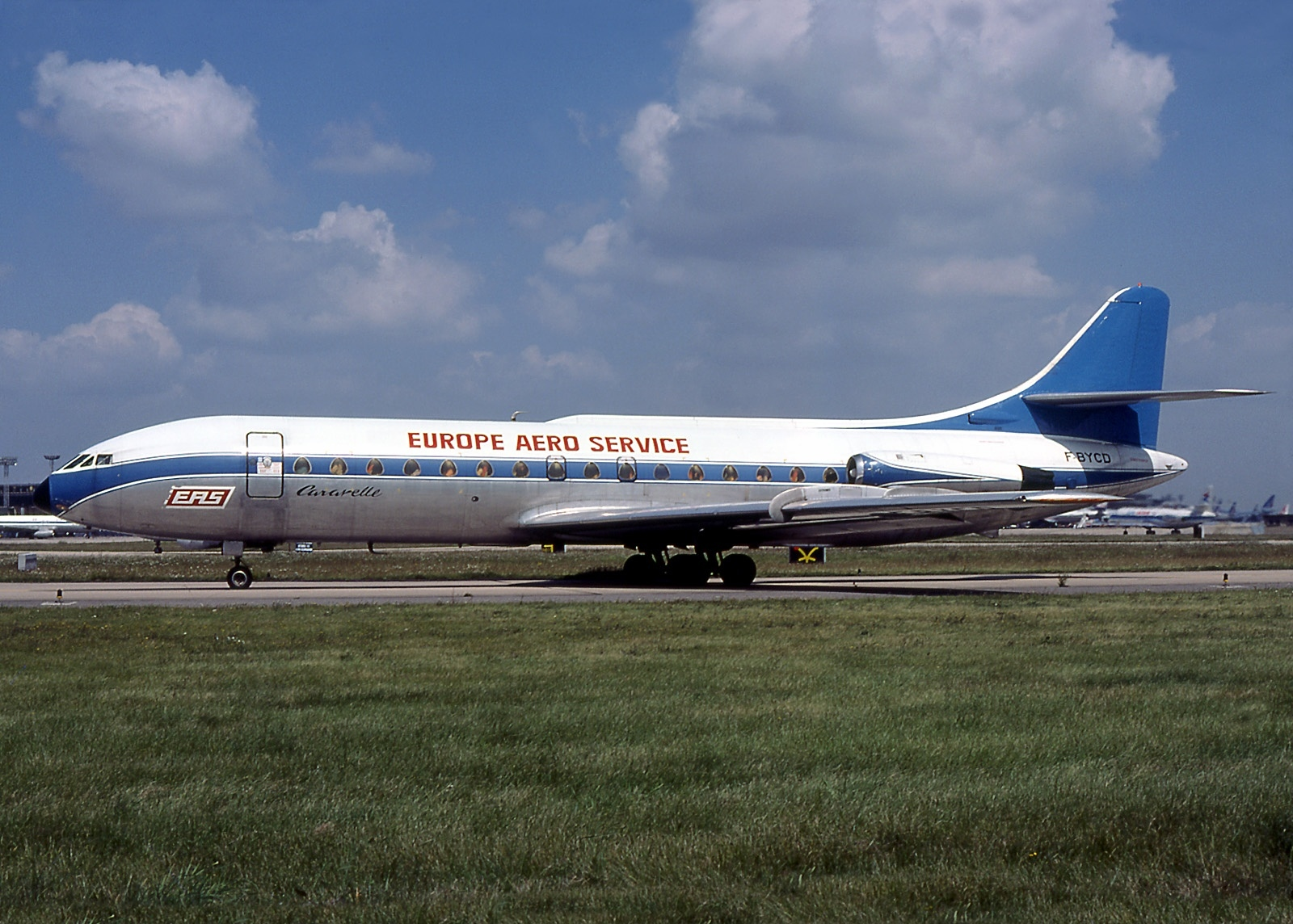
Caravelle VI F-BYCD d'EAS en 1978
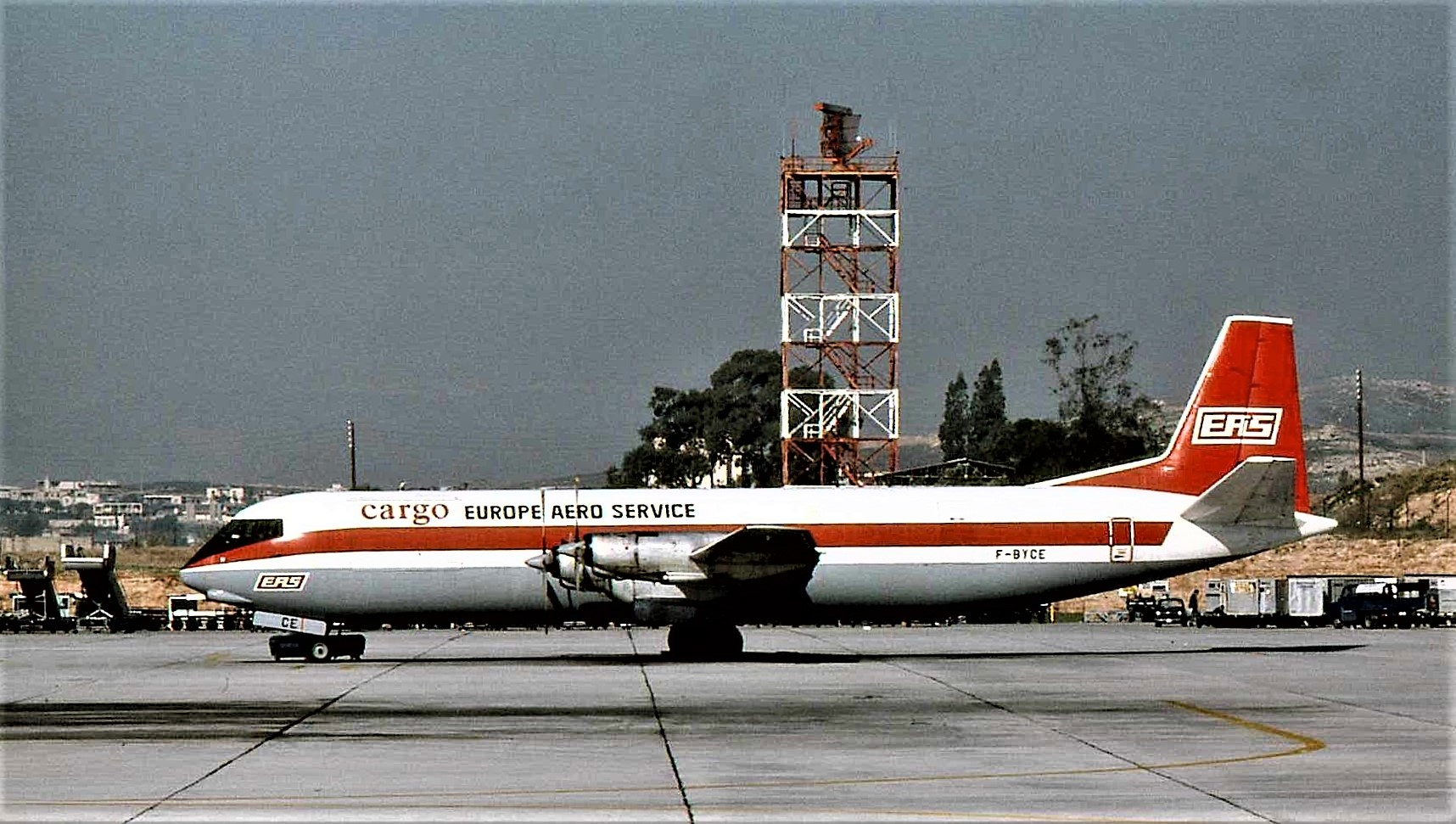
Vickers 952 Vanguard Cargoliner F-BYCE d'EAS en 1978
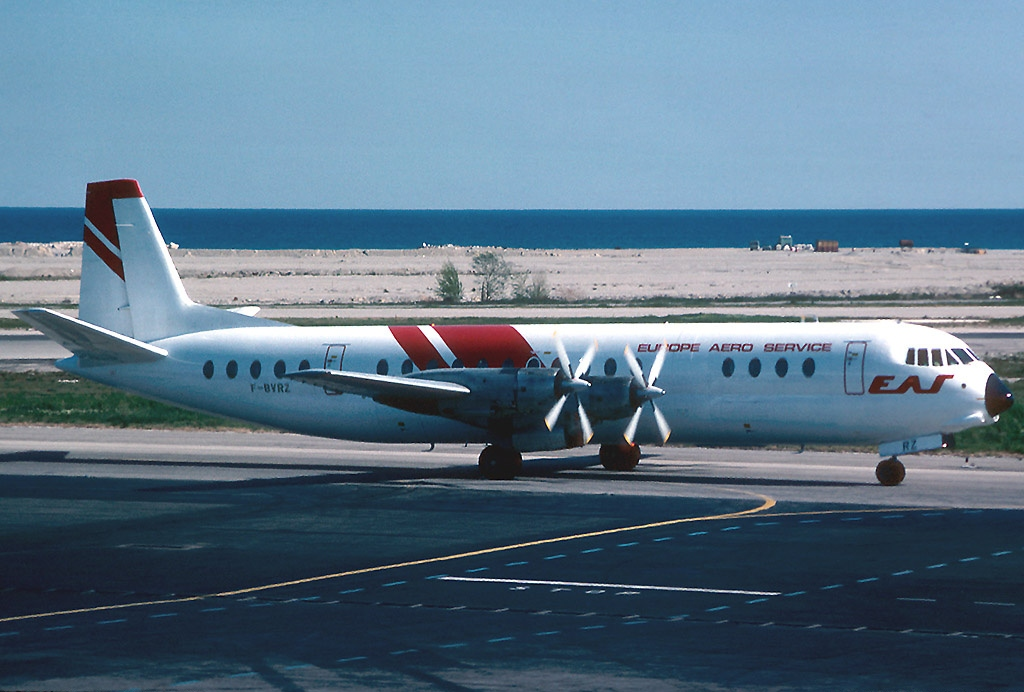
Vickers 952 Vanguard F-BVRZ d'EAS en 1980
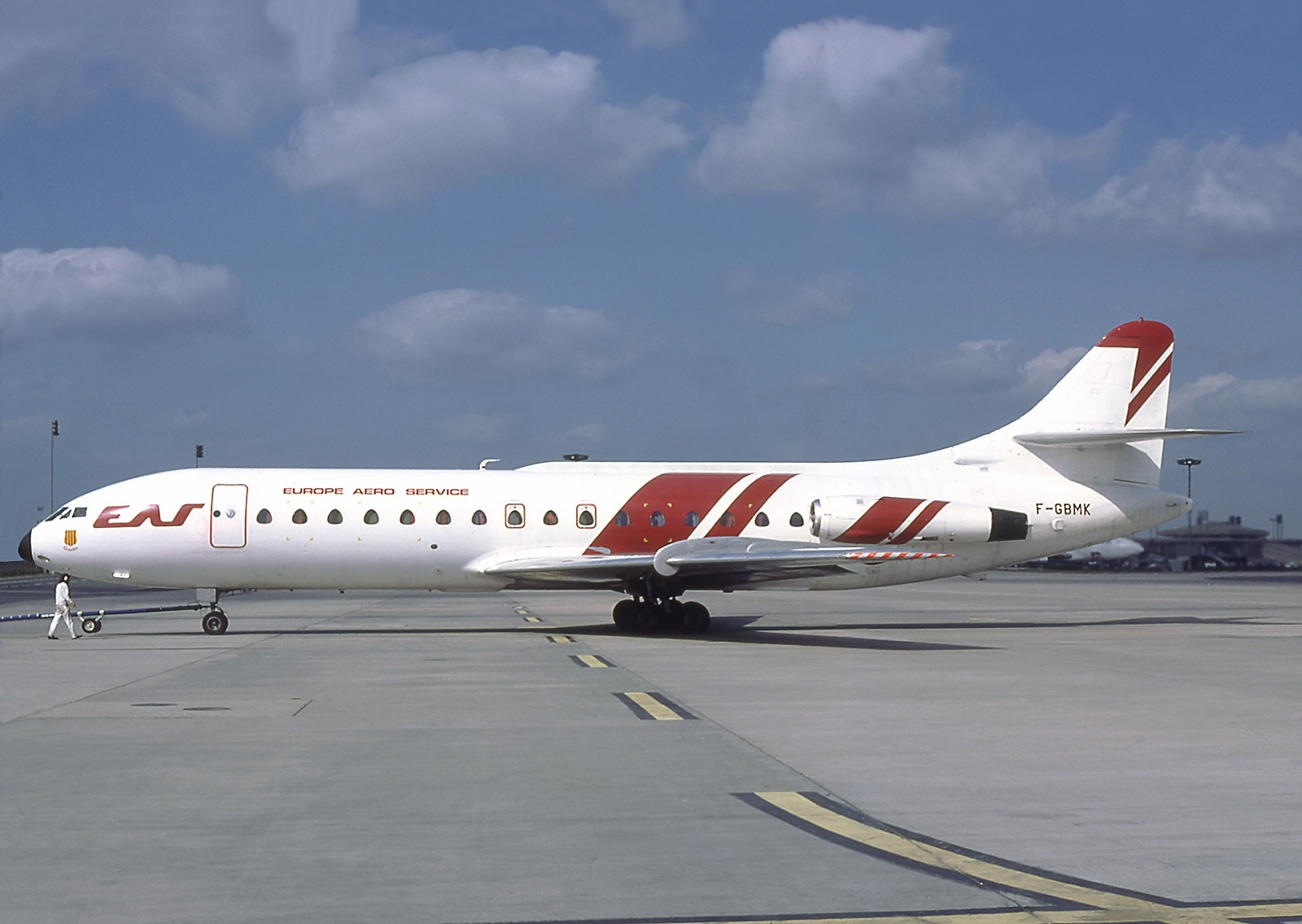
Caravelle VI d'EAS F-GBMK nom de baptême ROUSSILLON en 1980
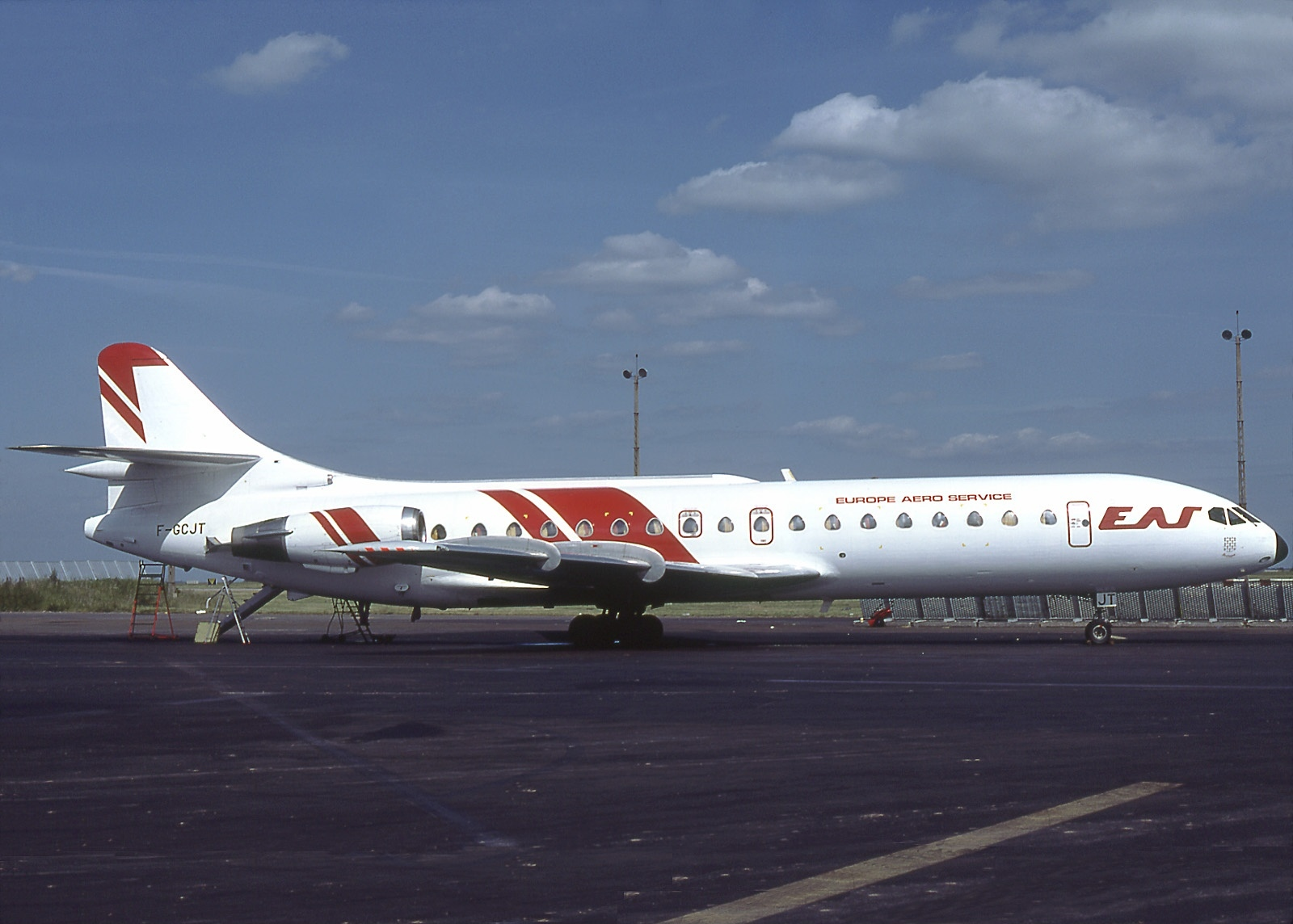
Caravelle 10 d'EAS F-GCJT nom de baptême BRETAGNE en 1980
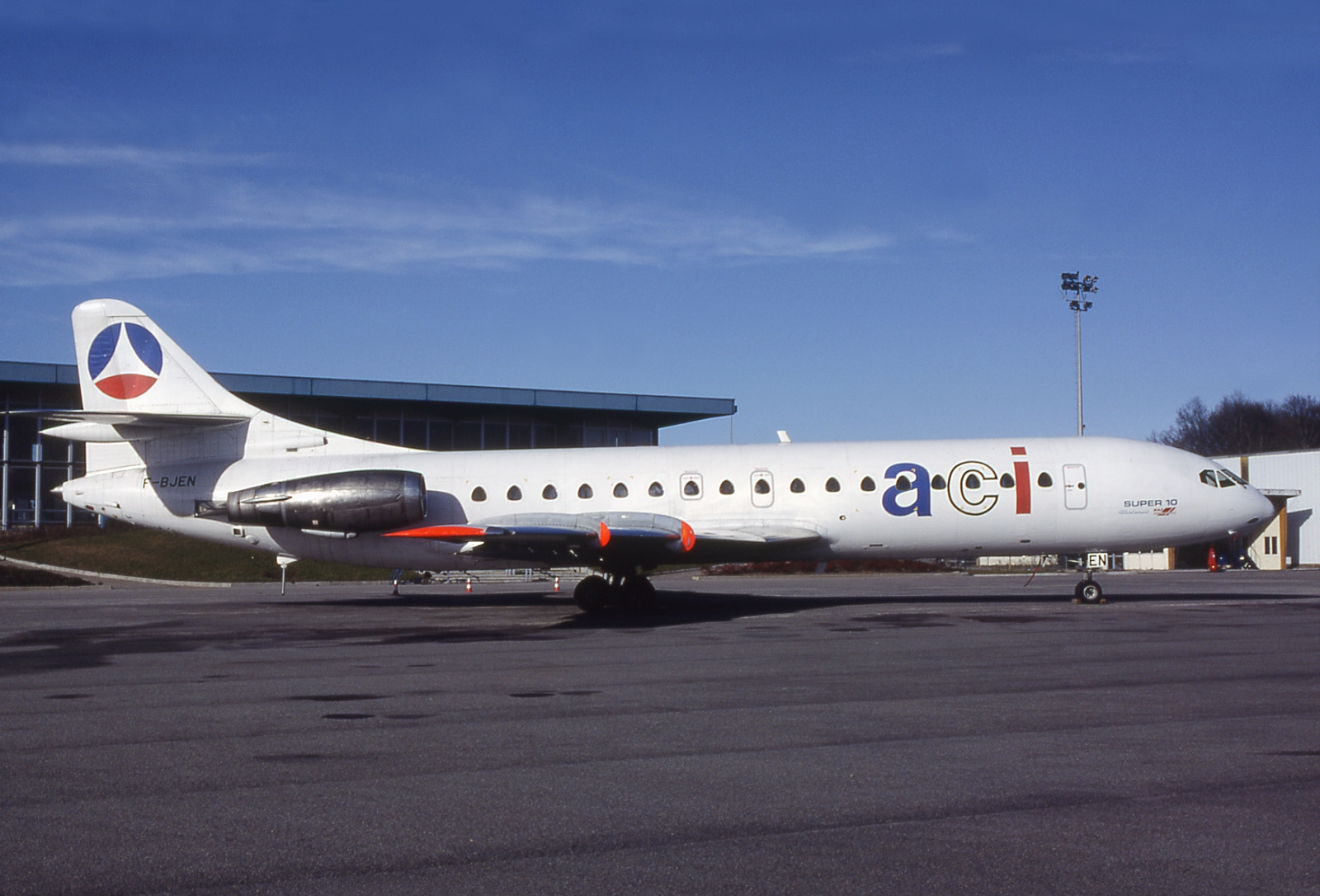
Caravelle Super 10 d'EAS F-GCJT pour Air Charter International - ACI en 1983 à Limoges
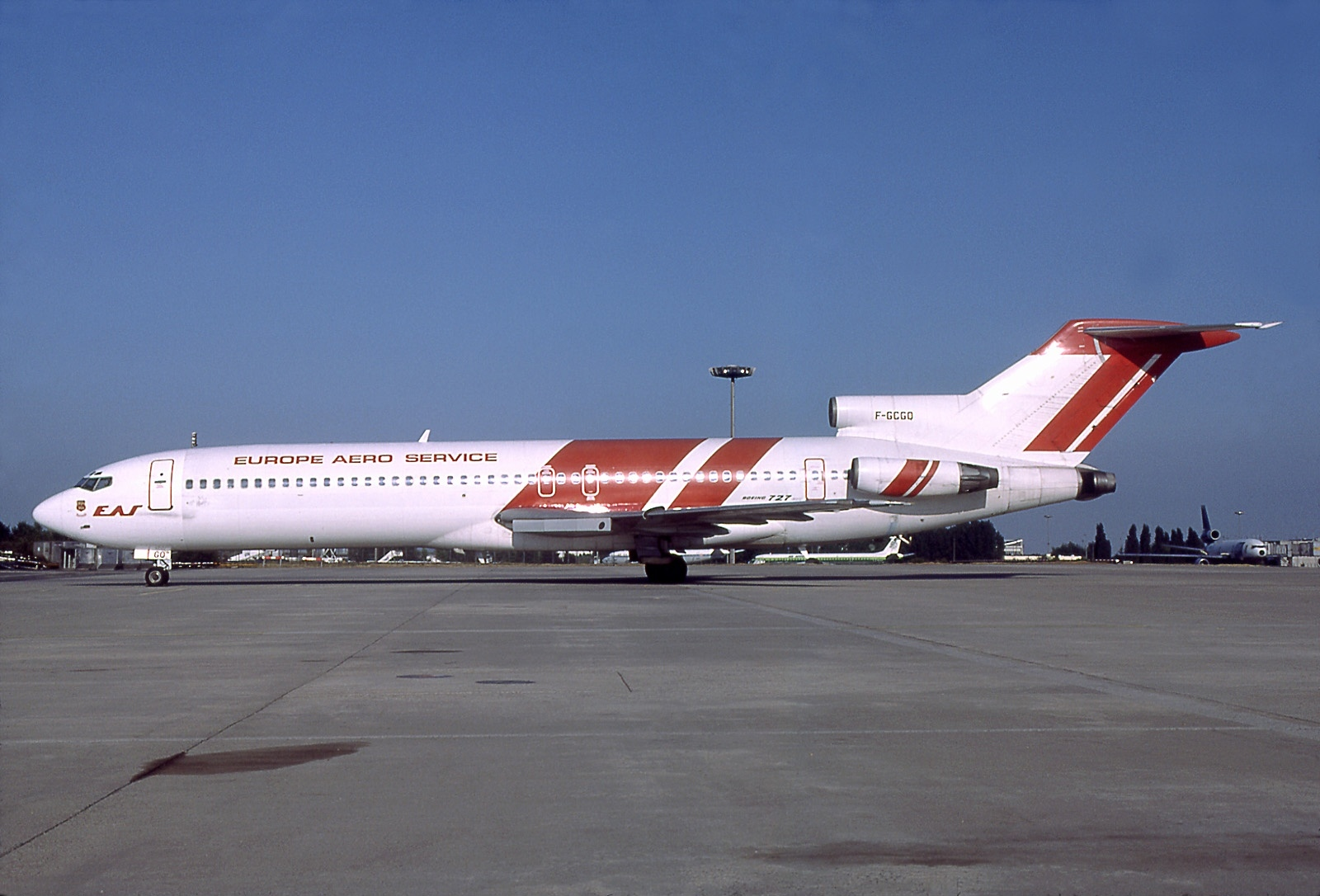
Boeing 727-200 F-GCGQ nom de baptême NORMANDIE en 1986
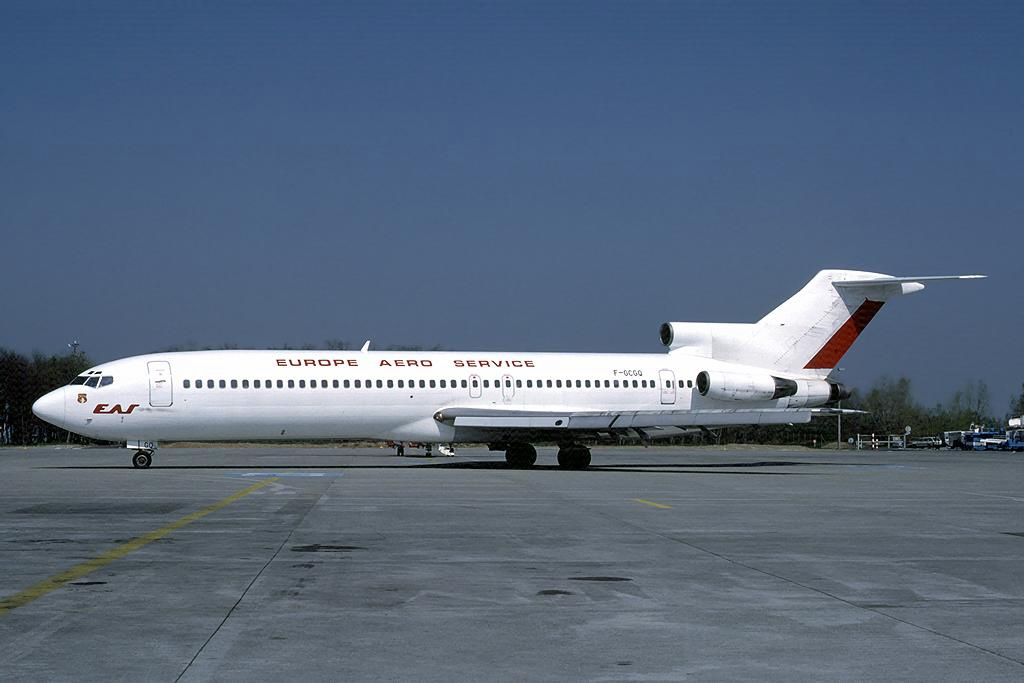
Boeing 727-200 F-GCGQ en 1987
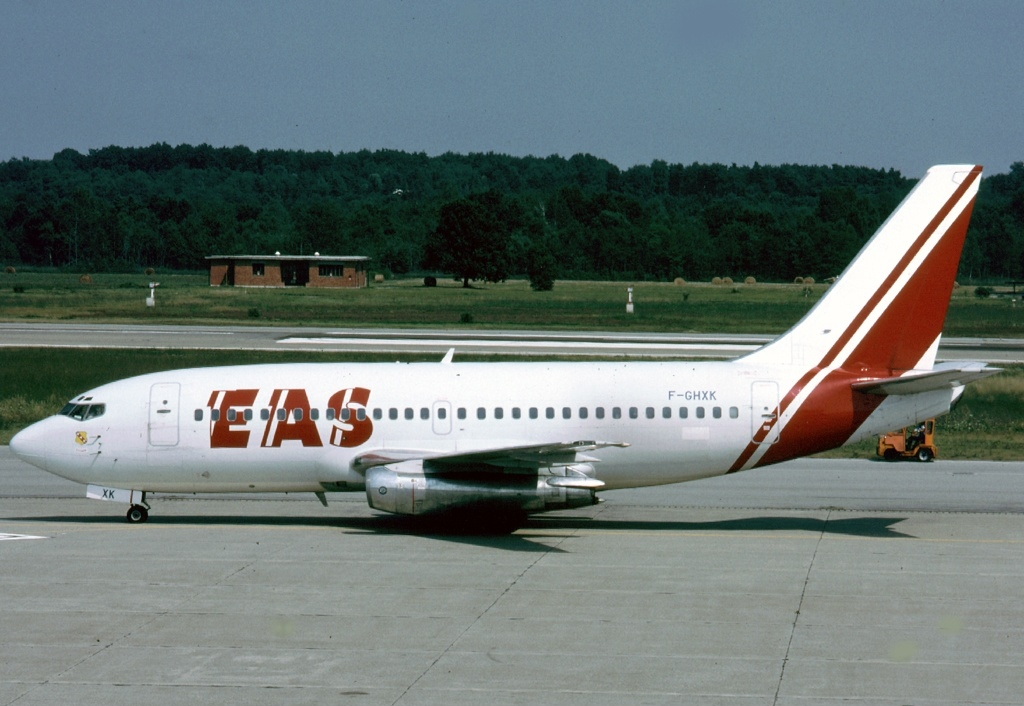
Boeing 737-200 F-GHXK en 1988
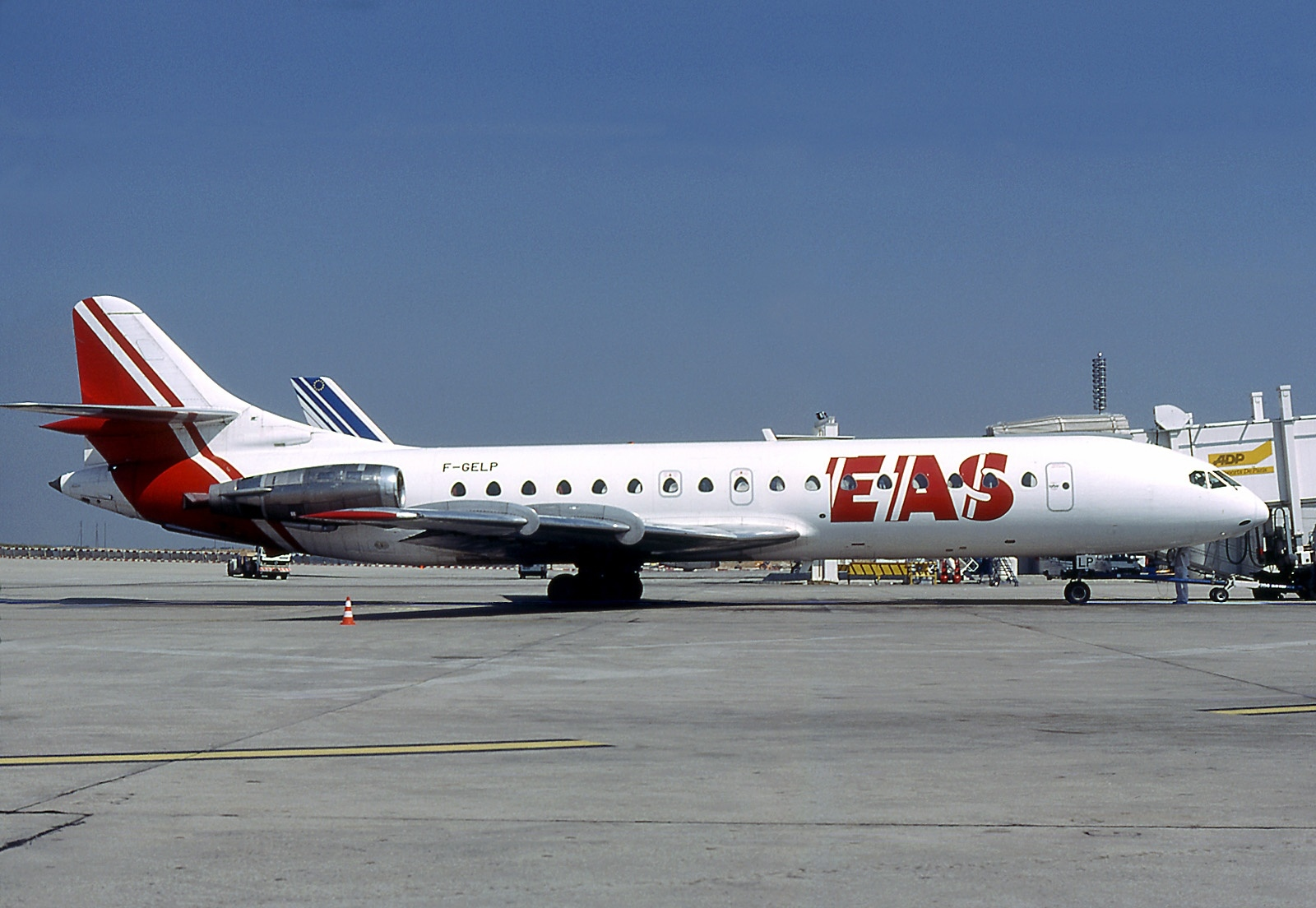
Caravelle 10 d'EAS F-GELP en 1989
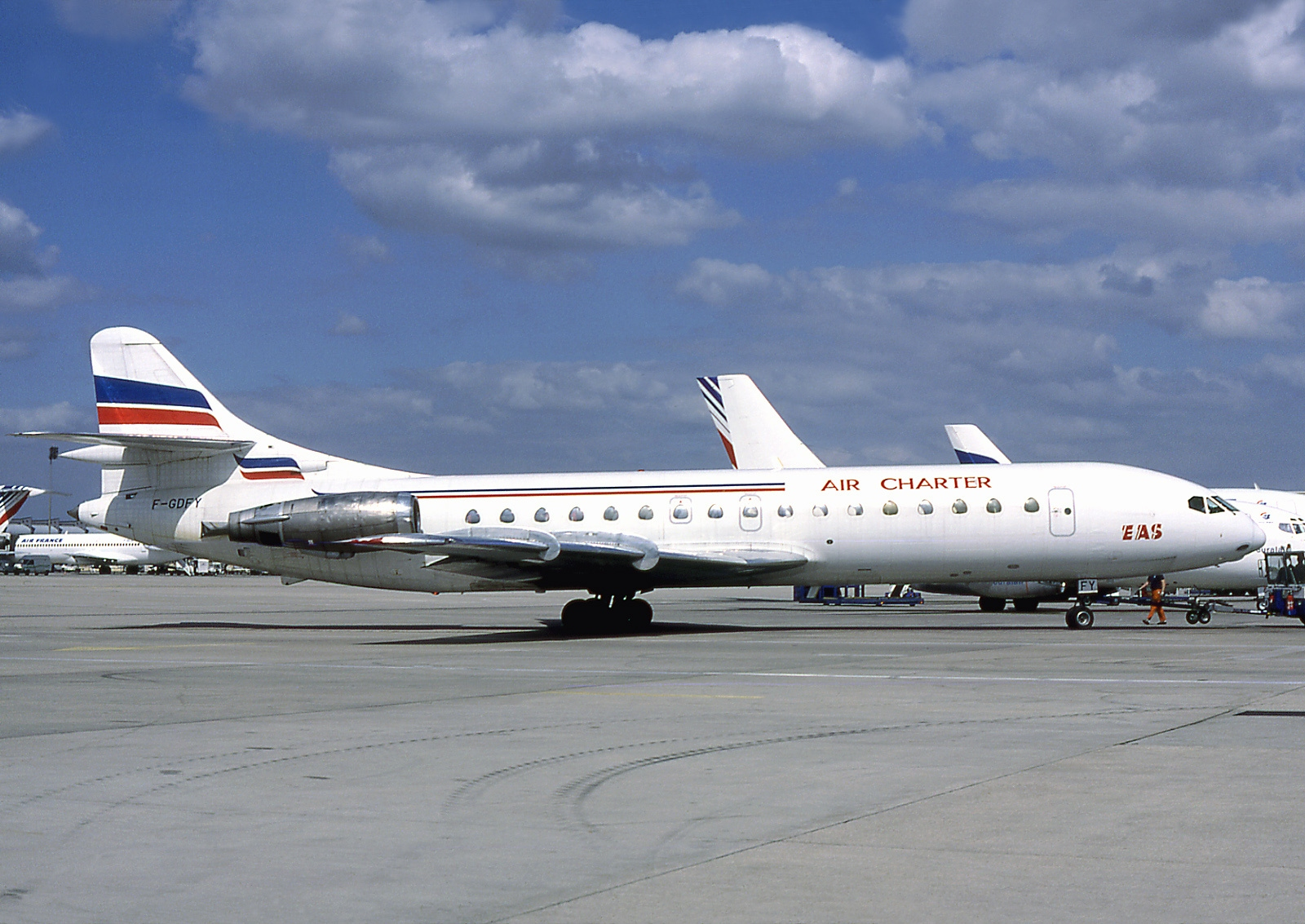
Caravelle 10 d'EAS F-GDFY aux couleurs d'Air Charter en 1989
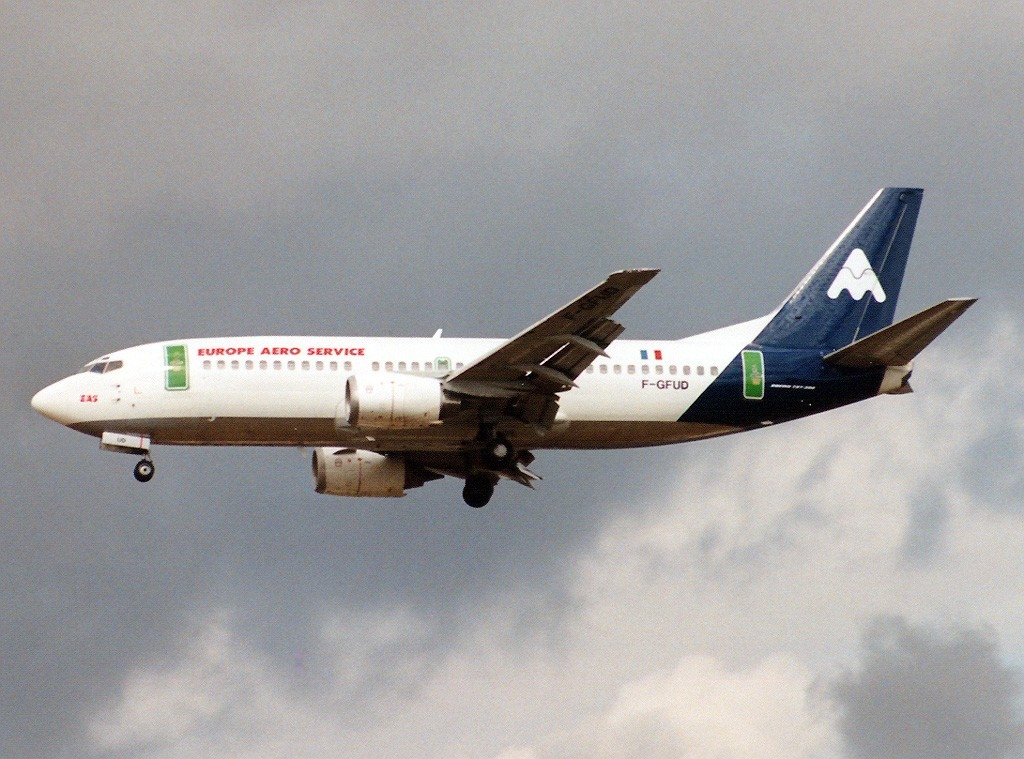
Boeing 737-300 F-GFUD en 1990
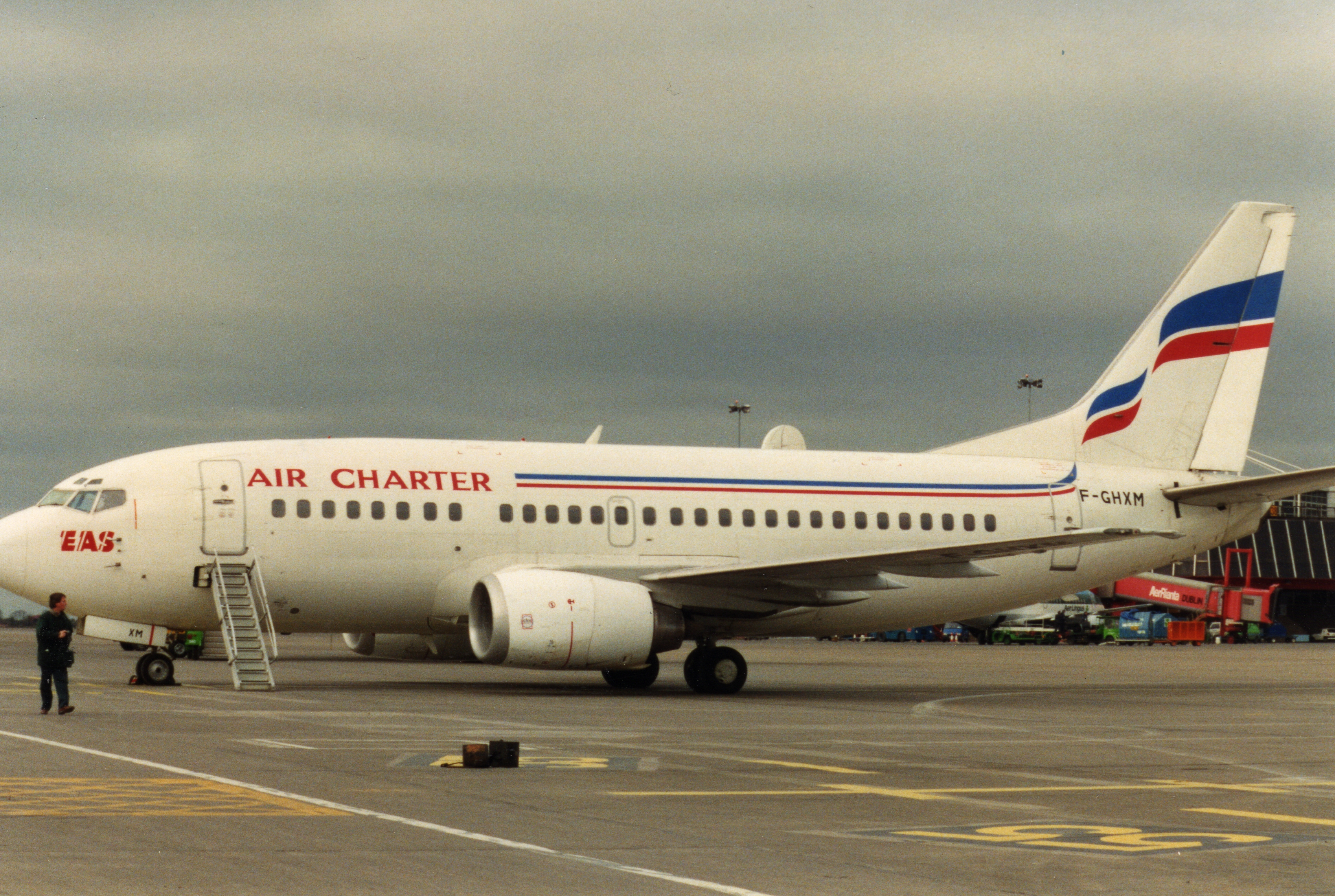
Boeing 737-500 F-GHXM d'EAS pour Air Charter en 1993
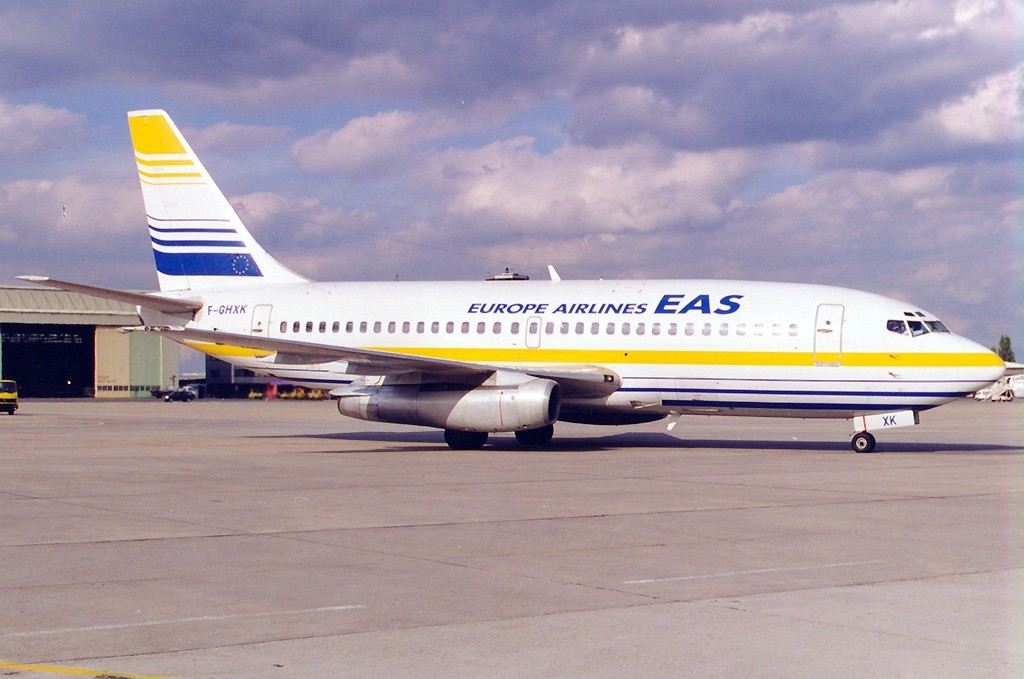
Boeing 737-200 F-GHXK aux couleurs d'EAS Europe Airlines en 1993
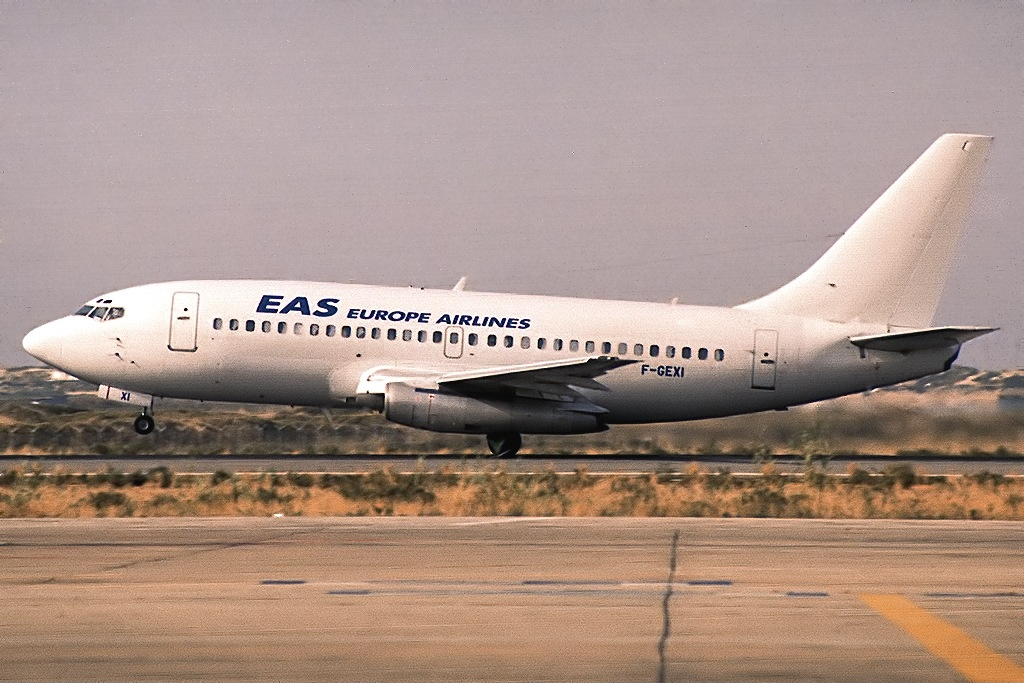
Boeing 737-200 F-GEXI d'EAS Europe Airlines en 1994
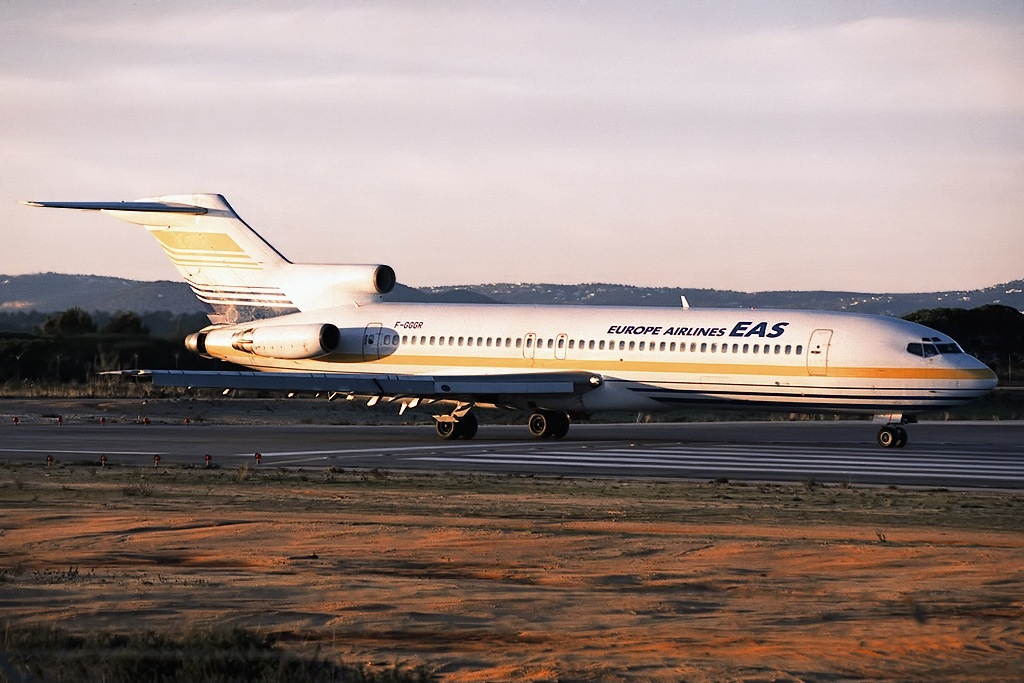
Boeing 727-200 F-GGGR aux couleurs d'EAS Europe Airlines en 1995

### Logos

1er logo de la compagnie EAS
Logo d'Europe Aero Service
Logo d'Europe Aero Service
Logo de la compagnie EAS Cargo
Logo d'EAS Europe Airlines